# Cimeira
Cimeira, cúpula, congresso, conferência, reunião de cúpula ou encontro de cúpula é uma reunião em que são expostos e debatidos vários assuntos (normalmente pré-definidos), mais comumente realizada entre chefes de Estado e/ou de governo ou entre líderes de organizações.